# Rezerwat przyrody Górna Krasna
Rezerwat przyrody Górna Krasna – wodny rezerwat przyrody w województwie świętokrzyskim, na terenie gmin: Mniów i Zagnańsk (powiat kielecki) oraz gminy Stąporków (powiat konecki). Leży w granicach Suchedniowsko-Oblęgorskiego Parku Krajobrazowego i jego otuliny.
- Powierzchnia: 416,18 ha[1] (akt powołujący podawał 413,02 ha[3])
- Rok utworzenia: 8 stycznia 2004 (Rozporządzenie Wojewody Świętokrzyskiego Nr 1/2004[3])
- Numer ewidencyjny WKP: 068
- Przedmiot ochrony: zachowanie, ze względów naukowych i dydaktycznych, naturalnego odcinka rzeki Krasna i fragmentu jej doliny z występującymi tam cennymi zbiorowiskami roślin oraz chronionymi i rzadkimi gatunkami zwierząt, głównie ptaków[1]

Rezerwat Górna Krasna jest jednym z największych rezerwatów na terenie województwa, drugi po rezerwacie „Wisła pod Zawichostem”. Dzięki sieci ścieżek dydaktycznych jest on doskonale przystosowany do zwiedzania i prowadzenia zajęć dydaktycznych.